# Grupa Weyla
Grupą Weyla – grupa symetrii układu pierwiastkowego. W zależności od konkretnej realizacji układu pierwiastkowego rozpatrywane są różne grupy Weyla: półprostej rozszczepialnej algebry Lie, przestrzeni symetrycznej, grupy algebraicznej.